# Nu nog Witter!
Nu nog Witter! is het tiende album uit de stripreeks Orphanimo!!. Het album verscheen op 1 april 2007.

## Verhaal
Alice en de wezen krijgen de verrassing van hun leven wanneer blijkt dat hun ballon afgedreven is naar het noorden. Ze blijken vlak bij een mysterieuze plek te zitten die Alice’s voorvader Archibald had beschreven in zijn dagboek.
De groep krijgt het aan de stok met een paar jagers die het voorzien hebben op de zeehonden in het gebied. Ze krijgen uit onverwachte hoek hulp van een mammoet. Tevens vinden ze op de plek uit het dagboek het ingevroren lichaam van Archibald zelf. Alice besluit hem mee te nemen zodat hij na 170 jaar eindelijk een fatsoenlijke begrafenis kan krijgen. Bij het lijk vindt de groep een nieuw dagboek.
Ondertussen besluit Vallalkozo dat Alice hem meer waard is dan zijn bedrijf. Hij geeft alles wat hij heeft aan Hanz.

## Cameo
Stedho maakte een cameo in dit album.